# Jessica Boehrs
Jessica Boehrs, née le 5 mars 1980 à Magdebourg, est une chanteuse de dance et de pop allemande ainsi qu'une animatrice de télévision et une actrice.

## Biographie

### Débuts
Jessica Boehrs commença à travailler en tant qu'actrice en 1993, à l'âge de 13 ans. D'abord, elle interpréta de petits rôles dans des séries TV ou des films de télévision. En 1996, elle fit ses premiers pas dans la chanson sous le nom de JessVaness avec un single intitulé Bla Bla Bla et en tant que choriste pour le groupe Caught in the Act ou Tic Tac Toe. Devant un succès mitigé, elle se limita à chanter en studio. Elle figura, néanmoins, dans les chœurs de la chanson Laura et chanta pour le projet allemand de techno-dance du nom de Novaspace.

### Carrière avec Novaspace
Article principal : Novaspace (de)
En 2002, elle rencontra le producteur originaire de Stuttgart, Felix Gauder et le projet Novaspace fut créé. Le premier single Time after time, reprise du titre de Cyndi Lauper arriva en 6e position dans les charts allemands. D'autres reprises furent réalisées et, en 2003, sortit le premier album Supernova.
En 2004, sortit le second album produit par Claude Nova et Fabienne Space intitulé Cubes, sur lequel on trouve moins de reprises. Néanmoins, c'est avec la reprise de Beds Are Burning de Midnight Oil que Novaspace connut son plus grand succès et la chanson So lonely sortit aux États-Unis (même si elle n'y eut pas le succès espéré par la suite).
Le troisième album intitulé DJ Edition sortit le 2 juillet 2006. En 2008, fut publiée la nouvelle que le groupe Novaspace avait besoin d'une nouvelle chanteuse; ce fut chose faite en la personne de Jenny Marsala.

### Film et Télévision
Depuis ses 13 ans, Jessica Boehrs interpréta divers rôles dans des films ou séries télévisées tels que Die Wagenfelds, Der Bulle von Tölz, Die Wache, Soko brigade des stups et Die rote Meile. En 2003, elle endossa le rôle de Mélanie Neuhaus dans la série Marienhof diffusée sur ARD. La même année, elle obtint un rôle dans la production de Dreamworks intitulée Eurotrip. Dans la comédie, elle interpréta le rôle de Mieke, la correspondante allemande de Scott qu'il avait prise pour un homme (« Mike »).
De 2006 à 2007, elle anima une émission musicale sur RTL II appelée Apres Ski Hits, en compagnie de Darius Rafat en 2006 et DJ Ötzi en 2007.
Dans les années 2006 et 2007, Jessica Boehrs joua dans les séries Liebe am Gardasee diffusée sur ZDF, Schloss Einstein diffusée sur KiKA et Zack ! Comedy nach Maß diffusée sur Sat.1. De mars à octobre 2008, elle endossa le rôle de Jana Schneider dans le feuilleton télévisé Le Tourbillon de l’amour diffusé sur ARD. Le 17 janvier 2010, elle était l'hôtesse dans Das perfekte Promi-Dinner.
En février 2012, Jessica interpréta le rôle de Vivian Wellbach, invitée de trois épisodes du feuilleton Anna und die Liebe diffusé sur Sat1. Ensuite, de 2012 à 2015, on put la voir dans la peau d'Andrea Herbst, planificatrice de mariages dans la série intitulée Kreuzfahrt ins Glück aux côtés de Marcus Grüsser .

### Vie privée
Jessica Boehrs vit à Munich et Potsdam, en Allemagne et est mariée avec l'acteur Marcus Grüsser depuis 2010 . Le couple se sépare en mars 2015. 
En septembre 2015, avec la naissance de son fils, Jessica devint mère pour la première fois .

## Filmographie (extrait)
- 1995 : Die Kreuzfahrt
- 1996 : Der Bulle von Tölz: Tod am Altar
- 1998 : Julia – Kämpfe für deine Träume!
- 1999 : Die Rote Meile (épisode Die Lolita-Gang)
- 1999 : Unschuldige Biester
- 2000 : Soko brigade des stups (épisode Eine Nummer zu groß)
- 2002 : Der Bulle von Tölz (épisode Liebespaarmörder)
- 2002 : Marienhof
- 2004 : Eurotrip[5]
- 2006 : Die Familienanwältin (épisode Ramba Zamba)
- 2006 : Eine Liebe am Gardasee (15 épisodes)
- 2006 : Rosamunde Pilcher: Die Liebe ihres Lebens
- 2006 : They Know
- 2006–2007 : Schloss Einstein (44 épisodes)
- 2008 : Ein Ferienhaus auf Ibiza
- 2008 : Le Tourbillon de l’amour (132 épisodes)
- 2008 : Im Tal der wilden Rosen (épisode Gipfel der Liebe)
- 2009 : Hallo Robbie! (épisode Robbie hat Schwein)
- 2010 : Kreuzfahrt ins Glück (épisode Hochzeitsreise nach Las Vegas)
- 2012–2015 : Kreuzfahrt ins Glück
- 2012 : Anna und die Liebe (invitée pour 3 épisodes)
- 2015 : Heiter bis tödlich: Hubert und Staller (épisode Klinisch tot)
- 2018 : SOKO Stuttgart (épisodes Fremde Stimmen, Conny) : Anni Gerlinger